# Rellotge Monumental de Pachuca

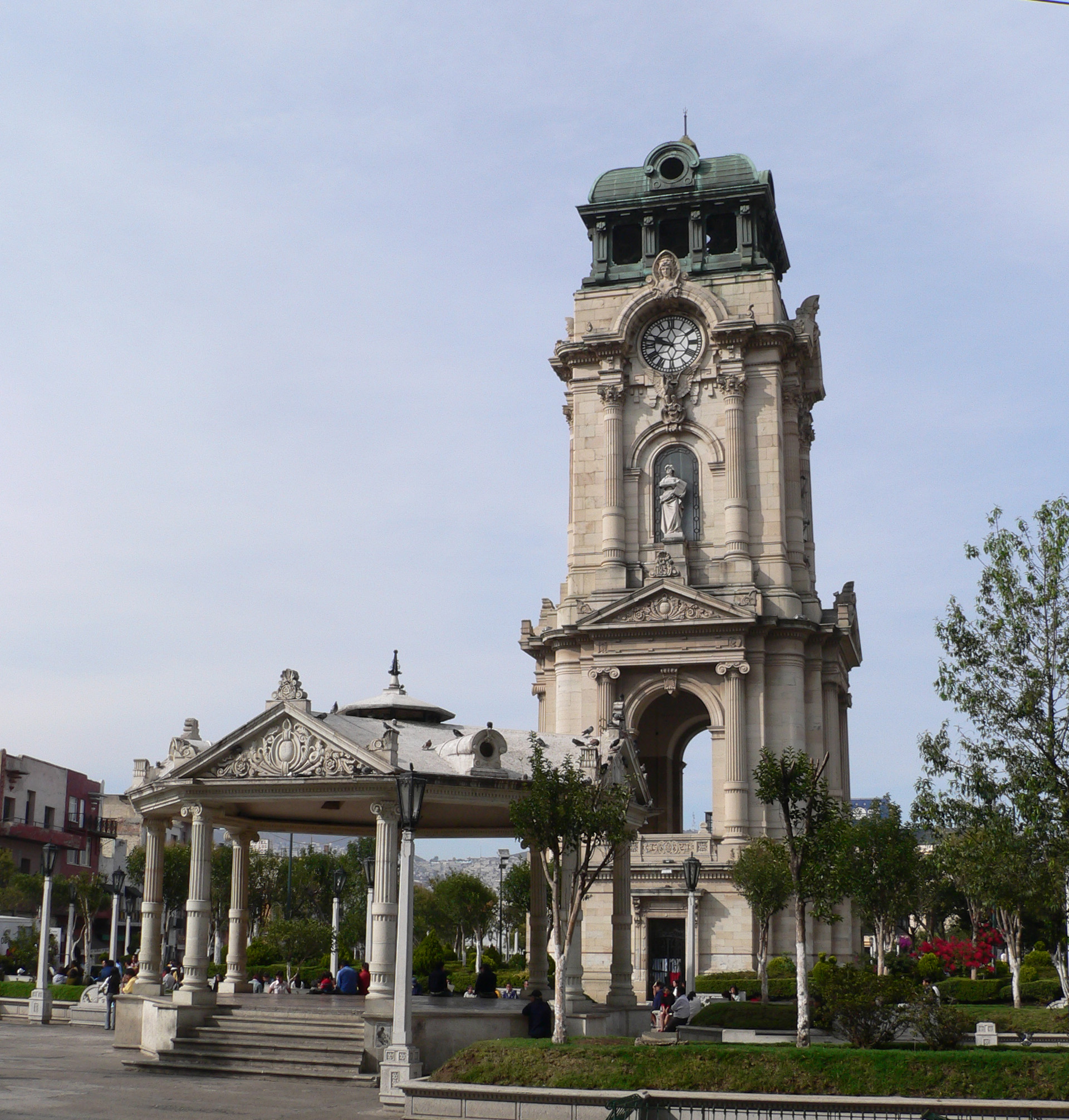
Rellotge Monumental de Pachuca, imatge per antonomàsia de Pachuca

El Rellotge Monumental de Pachuca és un rellotge de torre de 40 metres d'alt, ubicat a la Plaça Independència del centre històric de la ciutat de Pachuca de Soto, a l'Estat d'Hidalgo, Mèxic, el qual va ser construït entre 1904 i 1910 per commemorar el Centenari de la Independència de Mèxic. La seva maquinària és idèntica a la del Big Ben de Londres. El Rellotge Monumental és el màxim símbol conegut i representatiu de la ciutat.

## Història

### Antecedents
El 20 de gener de 1901, el conjunt musical conegut com la Banda de Rurals, brinda la seva primera funció en un quiosc de fusta a la Plaça de les diligències (actual Plaça Independència), dirigida per Candelario Rivas. La banda va guanyar popularitat, en aquest context d'esplendor popular, un grup d'empresaris miners anglesos proposa al llavors governador Francisco Valenzuela, construir una majestuosa torre de concerts, els empresaris eren encapçalats per Alfonso María Brito. El projecte va ser aprovat fins a 1904, quan s'inicia la seva construcció, encara que va haver de ser suspesa un any després per falta de fons.
El 1906, el governador Pedro L. Rodríguez va reprendre l'obra, el seu disseny va estar a càrrec de l'arquitecte Tomás Be, i la seva construcció va estar a càrrec dels enginyers Francisco Hernández i Luis Carreón.

### Construcció
La construcció es va iniciar el 1906 amb aportacions d'empreses mineres assentades a la regió, el cost total va ascendir a 300 mil pesos or aproximadament; utilitzant en la seva construcció pedrera.
El procés usat en la construcció va ser a base de machihembra ment, tècnica que consisteix a foradar cada bloc de pedrera amb un forat cilíndric a la part superior i esculpir una mena d'espiga en l'inferior, així aquesta última, embonaba a la part foradada sense utilitzar cap material calcari en les juntes, 35 picapedrers van treballar en la primera etapa i 29 en la segona, entre aquests últims Jacinto i Pedro Hernández Baldovino van ser els encarregats d'esculpir les acroteras que coronen les caràtules del rellotge. Per a la col·locació del carilló i per ajudar a bastir la cúpula de coure, es va sol·licitar la intervenció de revestidors i estintoladors de la companyia minera de Sant Rafael.
Jesús Zenil col·laborador del ministre plenipotenciari de Mèxic en l'Imperi Austrohongarès, va comprar la maquinària per al rellotge a Anglaterra i la va enviar a Pachuca. Va acudir a la fàbrica fundada per Edward John Dent i allà va tractar l'adquisició del rellotge i del carilló, que té un so igual al del seu bessó instal·lat al Big Ben, la maquinària va arribar a Pachuca anys abans que acabés la construcció de la torre i la instal·lació va estar a càrrec de Tomàs Zepeda. El rellotge va estar guardat primer a la Capella de l'Assumpció, i més tard a la Casa de Francisco Rule fins a ser instal·lat a la torre.
La torre té balcons oberts, aquest era l'espai on tocaria la banda, però va ser un intent fallit atès que per l'altura, l'espectacle no podia ser apreciat per la gent. La Banda de Rurals va tornar a tocar al quiosc adjunt a la torre i la torre finalment va acabar representant el monument al Centenari de la Independència Mexicana. Per rematar el monument es va ordenar una cúpula de làmina de coure fabricada en la Foneria de Fierro i Acer de Monterrey, inaugurada el 1900. La peça va ser portada en ferrocarril i es va col·locar abans de la inauguració.

### Inauguració
El 15 de setembre de 1910; poc abans de les 08:00 hores, Alberto Dross, rellotger d'origen alemany verifique el so de les campanes i l'exactitud de les manetes de les quatre caràtules. Cap a les 12:00 hores, Gumersindo Meléndez va donar els últims tocs a l'enllumenat de la plaça; Cap a les set del vespre la plaça va quedar totalment enfosquida, a les 21:00 hores arribo el cos de Rurals darrere d'ells va arribar la gran banda de vent.
A les 21:15, el governador Pedro Ladislao Rodríguez, acompanyat de la seva dona, Virginia Hernández, i diverses autoritats, va fer la seva entrada a la plaça on va presidir la cerimònia, que va donar inici amb una obertura tocada per la Banda de Rurals, posteriorment el llicenciat Joaquín González va pronunciar el discurs oficial, una peça oratòria sobre el significat de la Independència i l'esforç per construir la gran torre, al que va seguir una interpretació més de la banda, tot seguit l'alumnat de les escoles oficials de Pachuca va interpretar l'Himne a Hidalgo, novament la Banda de Rurals va executar una peça musical, preàmbul a una poesia a càrrec de la senyoreta Llum Comte, la banda va finalitzar la seva participació amb l'obertura de l'òpera Tosca i va tancar el programa el poeta Miguel Bracho amb la declamació d'un poema seu.
Va donar les seves primeres campanades a les 23:00 hores d'aquest dia. El governador a la planta baixa, en escoltar el primer tritllejo va córrer la cortina que amagava la placa de marbre que va donar fe d'aquella inauguració, posteriorment va pujar a la primera planta, la dels balcons descoberts, on va recordar el "crit de Dolores" i entono el Himno Nacional Mexicano.
El senyor Dross havia arreglat la maquinària del rellotge, perquè durant quinze minuts, la repicadissa fos constant, al qual es va afegir l'esclat controlat de càrregues de dinamita que les empreses mineres van accionar en els turons que envolten la població, després van ser els focs de pirotècnia els que van continuar. Durant els primers anys, la cura de la maquinària i el funcionament del Rellotge, va estar a càrrec del senyor Alberto Dross.

### Restauració
El mes de maig de 2006, es va presentar al Comitè per a la preservació del Centre Històric de la Ciutat de Pachuca, el pressupost per a l'elaboració dels treballs preliminars a la restauració el qual va ser aprovat i es va signar un contracte per a l'elaboració dels estudis i l'aixecament arquitectònic. Al desembre de 2006, en una sessió amb Omar Fayad Meneses (President Municipal de Pachuca 2006 - 2009), i amb els membres del Comitè per a la Preservació del Centre Històric, es van lliurar els estudis realitzats i el pressupost dels treballs.
L'11 de setembre de 2007 es va signar el contracte per a la realització dels treballs de restauració del monument. Aquest contracte va ser subscrit entre el Fideïcomís del Centre Històric i la contractista. El 30 d'octubre, es van començar els treballs amb l'estudi i projecte; per al 12 de novembre de 2007, es va començar a treballar en el lloc. Es va realitzar la instal·lació de bastida intern i extern per accedir a totes les àrees, els treballs van consistir en la neteja i reposició tant la pedrera, escultures, caràtula del rellotge i la cúpula de coure.

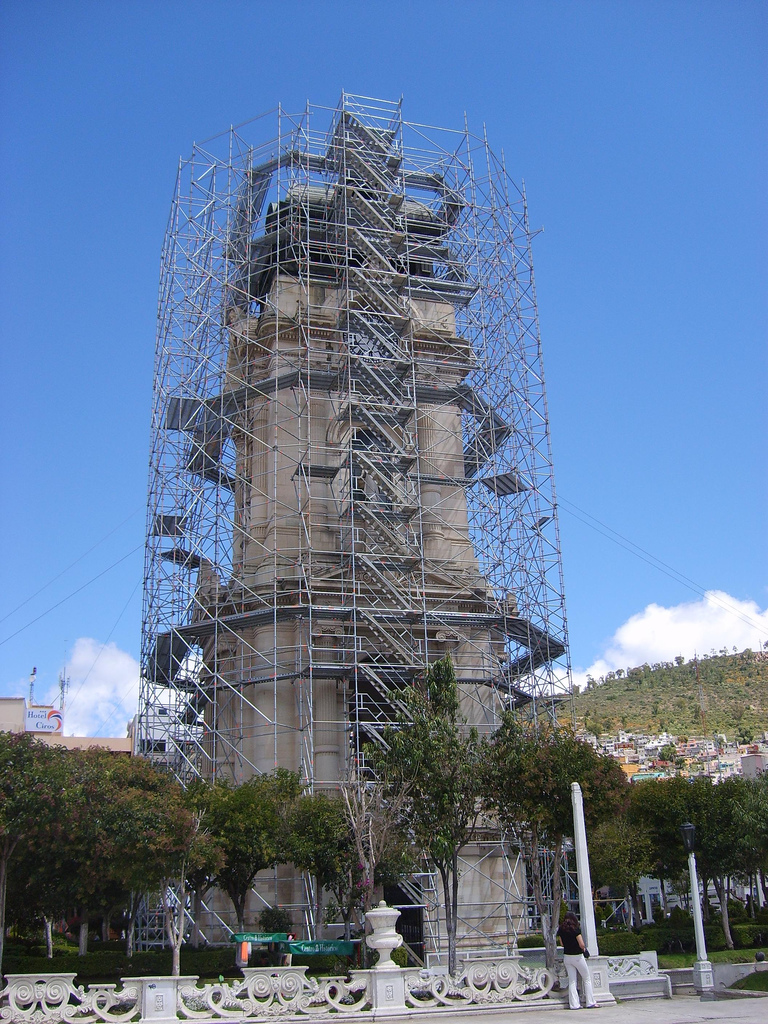
El Rellotge durant la seva restauració el 2008

La presentació de la restauració arquitectònica es va fer el 15 de setembre de 2008, Miguel Ángel Osorio Chong i Omar Fayad van encapçalar la cerimònia. El cost total de la restauració va ser d'11.545.000 pesos mexicans, el projecte va ser encapçalat pels restauradors Juan Benet Artigas Hernández i Maria Luisa Dolent Carús.

### Centenari
El 15 de setembre de 2010, el Rellotge va complir 100 anys d'haver-se construido. Commemoració que es va dur a l'una amb les celebracions del Bicentenari de la Independència Mexicana. Es va realitzar un acte on es va parlar de la semblança històrica i evolutiva del Rellotge monumental, en veu de Luis Corrales Vivar, director de la Casa de la Cultura de Pachuca, es va comptar amb la participació de l'Orquestra Filharmònica de Pachuca, es va comptar amb la Bandera Centenària que es troba a l'escola primària Julián Villagrán i que és la mateixa ensenya nacional amb la qual, es van rendir honors a la col·locació de la primera pedra del Rellotge Monumental.

## Arquitectura

### Torre
La torre està construïda amb planter blanc en estil neoclàssic. Cadascuna de la seva quatre cares apunta als punts cardinals. La torre està composta per quatre seccions o nivells:
- El primer nivell, l'inferior, és el més petit i presenta quatre portes, una per banda d'obertures rectangulars, que serveixen d'accés al'edifici.
- El segon nivell, és un frontispici d'ordre jònic, al qual s'accedeix per una escala de cargol, és un espai que mira cap a la plaça a través de sengles balcons per cada costat, els arcs de mig punt oberts permetrien escoltar les audicions de la banda Rurals.
- El tercer nivell conté columnes amb capitell corinti, en aquest s'allotja la maquinària del rellotge, té llum mitjançant quatre finestres, una per banda, en el calro es troben quatre estàtues femenines.
- El quart nivell, on es troben les caràtules del rellotge, cadascuna emmarcada per una àguila d'ales obertes a la part inferior i una cornisa semicircular culminada per una acrótera amb la imatge del temps, tot el conjunt és rematat per una cúpula, de coure i ferro forjat, fabricat a Monterrey, en què tres obertures rectangulars i un circular per cada costat permeten la sortida del so de les campanes allà allotjades.

### Estàtues femenines
Al tercer nivell de la torre hi ha, en cadascuna de les cares, estàtues femenines de 3 m d'alçada, llaurades a Itàlia, amb marbre de Carrara. Representen moments històrics de Mèxic fins a 1910, sent aquests, 1810 l'inici de la Independència de Mèxic, 1821 la consumació de la Independència de Mèxic, 1857 promulgació de la Constitució Federal dels Estats Units Mexicans, 1859 les Lleis de Reforma.

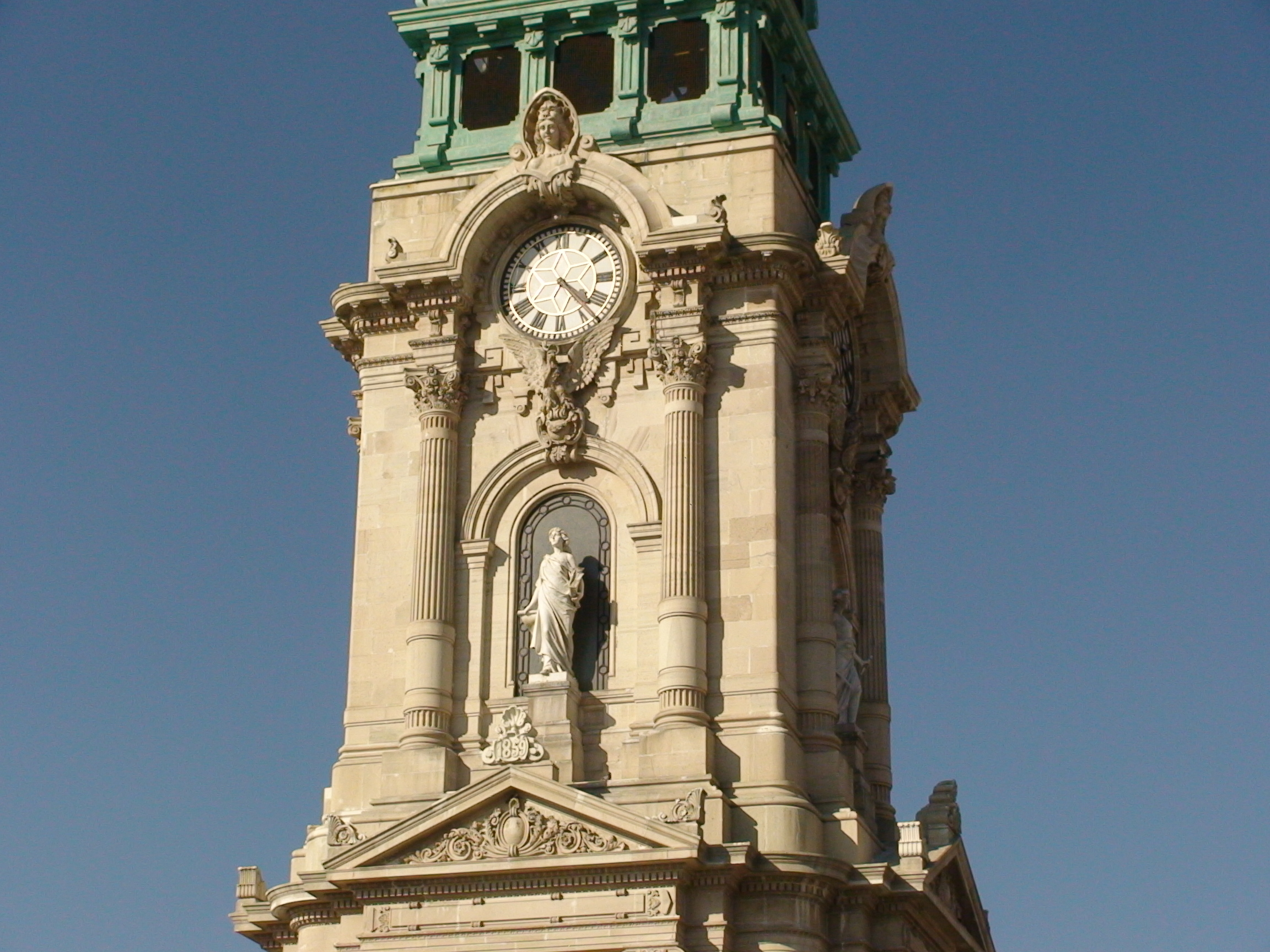
Caràtula del rellotge on es troba l'estàtua que fa referència a les lleis de reforma.

Per tant, les estàtues representen la Llibertat, la Independència, la Constitució i la Reforma: Totes aquestes dates tenen relació amb el dret públic i amb la història constitucional, qüestió que és reforçada per la imatge de cada escultura.

### Rellotge
La maquinària del rellotge és idèntica a la del Big Ben a Londres, perquè va ser construïda per la mateixa fàbrica a Àustria. El so que produeix en donar l'hora és similar al del rellotge anglès. A la caràtula el número romà "IV" està escrit "IIII". En el quart nivell del Rellotge Monumental, es troba una cúpula de coure que alberga vuit campanes diferents, que sonen en clau de "do major" toquen cada 15 minuts a l'hora exacta, a l'hora i quart, a l'hora i mitja ja l'hora quaranta-cinc. A la 6:00 de la tarda les campanes entonen l'Himne Nacional Mexicà.